# Enlèvement de Pascagoula
L'enlèvement de Pascagoula est le prétendu rapt, en 1973, de deux collègues de travail, Charles Hickson et Calvin Parker, par des extraterrestres à bord d'un vaisseau, lors d'une partie de pêche près de Pascagoula, dans le Mississippi. Cette affaire fit grand bruit à l'époque et eut droit à une enquête de la part des ufologues James Harder et J. Allen Hynek. Elle est considérée comme une supercherie par les auteurs sceptiques Philip J. Klass et Joe Nickell. 

## Déclarations
En pêchant sur la rive occidentale de la rivière Pascagoula, deux ouvriers des chantiers navals, Charles Hickson, âgé de 42 ans, et Calvin Parker, âgé de 19 ans, auraient entendu un bourdonnement étrange et aperçu soudain un ovni. Une porte se serait ouverte et trois créatures auraient tiré les deux hommes paralysés dans l'ovni. Parker aurait même perdu connaissance. Dans l'engin, les deux victimes auraient subi des examens. Selon leurs dires, les extraterrestres humanoïdes possédaient des pinces de homards, des pattes d'éléphants, une tête en forme d'œuf, sans yeux. Leur peau était pâle et très ratatinée,. Au bout d'environ vingt minutes, Hickson et Parker auraient été déposés à terre par les créatures. 
Les deux hommes racontent leur expérience dans un commissariat du comté de Jackson, au shérif Fred Diamond qui pense à un canular. 

## Enquête d'ufologues
En quelques jours, l'enlèvement de Pascagoula prend une dimension internationale et une foule de journalistes s'abat sur la ville. Les ufologues James Harder (de l'Aerial Phenomena Research Organization) et J. Allen Hynek recueillent les déclarations des deux hommes. Après avoir tenté de les hypnotiser, Harder conclut que Hickson et Parker « ont été témoins d'un phénomène extraterrestre ». Hynek, quant à lui, est d'avis qu'ils « ont vécu une expérience réelle et effrayante ».
À sa demande, Hickson passe au détecteur de mensonge. L'examen est organisé par un agent qui lui a fait signer, ainsi qu'à Parker, un contrat visant à promouvoir leur récit d'enlèvement. Comme l'opérateur est, selon Klass, inexpérimenté, on propose à Hickson de refaire le test sous la conduite d'un opérateur de la police, mais il refuse, suivi en cela par Parker. 

## Exploitation commerciale
Hickson par la suite participa à des débats télévisés, donna des conférences et des interviews et publia à compte d'auteur, en 1983, un livre co-rédigé avec William Mendez et intitulé UFO Contact at Pascagoula. Hickson prétendit avoir eu, en 1974, d'autres rencontres avec des extraterrestres et que ces derniers lui avaient confié qu'ils étaient « pacifiques »,.
Parker, pour sa part, fréquenta les colloques d'ufologues et en 1993 créa une société du nom de UFO Investigations réalisant des émissions télévisées sur les ovnis.

## Analyse sceptique: une supercherie
Le journaliste américain Philip J. Klass pointe plusieurs choses qui ne vont pas dans le témoignage de Hickson. L'opérateur du détecteur de mensonges, qui avait déclaré que le témoin croyait en la réalité de son enlèvement, n'avait pas l'expérience requise pour s'en servir et Hickson avait refusé de se soumettre à un nouveau test conduit par un opérateur de la police plus expérimenté. Klass en conclut que toute l'affaire n'était qu'une supercherie. Pour sa part, le sceptique Joe Nickell déclare que le comportement de Hickson était douteux et qu'il avait modifié ou embelli son récit lorsqu'il était passé à la télévision. Nickell suppose que Hickson a imaginé cette rencontre avec des extraterrestres lors d'un état de rêve éveillé et que la confirmation par Parker du récit de Hickson était due à sa grande suggestibilité puisqu'il avait affirmé à la police qu'il avait perdu connaissance au début de l'incident et qu'il n'avait repris ses esprits que lorsque tout était fini.